# Голуб-бронзовокрил білолобий
Голуб-бронзовокрил білолобий (Henicophaps albifrons) — вид голубоподібних птахів родини голубових (Columbidae). Мешкає на Новій Гвінеї та на сусідніх островах.

## Опис
Довжина птаха становить 37-41 см, вага 250 г. Забарвлення темно-фіолетово-буре, на крилах райдужні, металево-блискучі плями. У самців лоб і тім'я білі, у самиць охристі. Райдужки темні, дзьоб довгий, міцний, темний, на кінці більш вузький, лапи червонуваті.

## Підвиди
Виділяють два підвиди:
- H. a. albifrons Gray, GR, 1862 — Нова Гвінея, острови Раджа-Ампат і Япен;
- H. a. schlegeli (Rosenberg, HKB, 1866) — острови Ару.

## Поширення і екологія
Білолобі голуби-бронзовокрили живуть у вологих рівнинних і гірських тропічних лісах та на плантаціях. Зустрічаються поодинці або парами, на висоті до 1200 м над рівнем моря. Живляться плодами, комахами та іншими безхребетними, шукають личинок і насіння на землі.